# 뜨거운 것이 좋아 (드라마)
《뜨거운 것이 좋아》는 2000년 7월 10일부터 2000년 9월 5일까지 방영된 문화방송 월화 미니시리즈이다.
이 드라마는 당초 2000년 7월 3일에 첫 회가 방송될 예정이었으나 《허준 특집쇼》가 2000년 7월 3일과 7월 4일에 잇달아 방송되면서 자연스럽게 2000년 7월 10일로 변경되었다.

## 등장 인물

### 주요 인물
- 유오성: 강만호(29세) 역
- 김명민: 최진상(29세) 역
- 명세빈: 현미래(25세) 역
- 박선영: 이연옥(23세) 역

### 그 외 인물
- 김세준: 성기 역
- 임현식
- 김해숙
- 김용건
- 홍진희
- 김형일
- 임대호
- 엄춘배: 정 회장 역
- 이규한: 강철호 역
- 김하균
- 박정숙
- 이세은
- 구보석
- 최범호
- 이경순
- 김영석
- 이상철
- 최재형
- 손소영
- 구민지
- 김상엽
- 박주희
- 송재윤
- 강미
- 이희도 : 허한 역
- 양동재
- 임치오
- 조재혁
- 정대열
- 이재훈
- 주우
- 염현희
- 한빈
- 한지안

## 참고 사항
- 김명민은 《뜨거운 것이 좋아》가 종영되기 전에 KBS 2TV 주말연속극 《태양은 가득히》에 주인공으로 캐스팅됐으나 두 작품의 촬영 시기가 겹쳐 《태양은 가득히》는 포기했다.[1]